# Tongzhong (sockenhuvudort i Kina, Hubei Sheng, lat 29,48, long 114,11)
Tongzhong (kinesiska: 铜钟) är en sockenhuvudort i Kina. Den ligger i provinsen Hubei, i den centrala delen av landet, omkring 120 kilometer söder om provinshuvudstaden Wuhan. Antalet invånare är 16 174. Befolkningen består av 7 931 kvinnor och 8 243 män. Barn under 15 år utgör 19,0 %, vuxna 15-64 år 72 %, och äldre över 65 år 7,0 %.
Runt Tongzhong är det ganska tätbefolkat, med 248 invånare per kvadratkilometer. Närmaste större samhälle är Baini, 6,9 km norr om Tongzhong. Trakten runt Tongzhong består till största delen av jordbruksmark.
Genomsnittlig årsnederbörd är 2 181 millimeter. Den regnigaste månaden är maj, med i genomsnitt 349 mm nederbörd, och den torraste är januari, med 56 mm nederbörd.